# Тине Живковић
Милутин Тине Живковић (Мрмош код Крушевца, 26. октобар 1918 — Швајцарска, 16. март 1985) био је познати српски хармоникаш. Наступао је у дуету са својом супругом, Радојком Живковић.
Милутин Тине Живковић је рођен 26. октобра 1918. године у селу Мрмош код Крушевца. 
Тинета је да свира хармонику научила супруга Радојка Живковић, коју је упознао 1941. године, и њен отац. 
Више деценија су Радојка и Тине чинили окосницу ансамбл "Живковић", са којим су самостално наступали или били прања певачима. Тине је у ансамблу био задужен за организовање концерата и турнеја. Током овог плодног раздобља заједно су објавили 20 плоча и извели више од 20.000 концерата, од чега преко 1.000 хуманитарних. 
Милутин Тине Живковић је изненада умро после једног наступа у Швајцарској 16. марта 1985. године. Иза себе је оставио два сина, Слободана и Зорана, такође музички надарена. 